# Vállus
Vállus je malá vesnička v Maďarsku v župě Zala.
Rozkládá se na ploše 21,80 km² a v roce 2011 zde žilo 130 obyvatel.